# Jiří Kubík
Jiří Kubík (* 22. září 1972 Plzeň) je český novinář a investigativní žurnalista.

## Novinářská kariéra
Vystudoval Fakultu sociálních věd Univerzity Karlovy. Od roku 1991 působil v deníku Lidové noviny. Od roku 1994 byl redaktorem deníku Mladá fronta DNES, roku 2007 se stal zástupcem šéfredaktora. MF DNES opustil po necelých 21 letech na konci listopadu 2014, poté nastoupil do vydavatelství Economia jako šéfredaktor sdíleného obsahu.
Od podzimu 2016 pak začal působit jako zástupce šéfredaktora zpravodajství portálu Seznam.cz, z něhož v lednu 2018 vznikla Televize Seznam. Spolu se Sabinou Slonkovou v ní nadále působil jako reportér investigativního pořadu Zvláštní vyšetřování, moderoval také rozhovory v pořadu Výzva. V říjnu 2019 se stal po Jakubu Ungerovi šéfredaktorem Seznam Zpráv. Ve funkci skončil v květnu 2024. Ve spolupráci s režisérem a kameramanem Braněm Pažitkou připravuje investigativní videoreportáže a podcasty Ve stínu. Od roku 2023 připravuje profilové rozhovory s úspěšnými lidmi mnoha oborů v pořadu Galerie osobností.

### Reportáž s Andrejem Babišem mladším
Mediální a politickou pozornost získala reportáž odvysílaná v televizi Seznam ve dnech 12. a 13. listopadu 2018. Pravděpodobně již v říjnu 2018 se Slonkové a Kubíkovi podařilo vystopovat Andreje Babiše mladšího ve švýcarském městě Ženeva. Premiérův syn vypověděl na skrytou kameru v brýlích jednoho z reportérů, že podepsal listiny týkající se objektu Čapí hnízdo, aniž věděl, co na nich stálo. Také prohlásil, že byl „zavlečen na Krym“ Petrem Protopopovem, manželem jeho ošetřující lékařky Dity Protopopové, aby nemohl vypovídat v kauze Čapí hnízdo. Cestu nazval „únosem“. Sněmovní opozice v reakci na toto zjištění iniciovala hlasování o vyslovení nedůvěry Babišově vládě a Senát přijal usnesení požadující rezignaci předsedy vlády.
Andrej Babiš starší 22. listopadu pro Blesk uvedl, že kvůli údajnému porušení švýcarských zákonů při rozhovoru Slonkové a Kubíka v Ženevě podal advokát matky a syna Babišových u hlavního švýcarského prokurátora trestní oznámení na oba novináře. Vyplývalo to také z prohlášení švýcarského advokáta Alexandra de Senarclens, který zastupoval bývalou manželku premiéra Babiše a jejího syna od června 2018. Advokát dodal, že zabránil druhému rozhovoru Slonkové a Kubíka s Andrejem Babišem mladším, o který se tito novináři pokoušeli v listopadu 2018.
Ženevský odvolací soud v lednu 2024 potvrdil rozsudek, kterým byli reportéři Sabina Slonková a Jiří Kubík zproštěni obvinění z neoprávněného nahrávání rozhovoru a z porušení tajemství nebo soukromé sféry prostřednictvím kamery. „Nic nenasvědčuje tomu, že by novináři měli jiný cíl než poskytnout informace o tématu, u něhož byl zřejmý zájem informovat veřejnost,“ uvádí předsedkyně odvolacího soudu Delphine Gonseth v písemném vyhotovení rozsudku.
„Trvalo to celé pět let, ale jsme rádi, že jsme před švýcarskými úřady opakovaně prokázali, že jsme žádné zákony neporušili a že v dané kauze bývalého premiéra bylo nutné postupovat přesně tak, jak jsme postupovali, tedy i s využitím skryté kamery,“ uvedl k verdiktu ženevského soudu šéfredaktor Seznam Zpráv Jiří Kubík.

## Literární dílo
Společně se Slonkovou Kubík napsal knihu Tíha Olova s podtitulem „A co jsme do novin nepsali“ (2001).  V roce 2013 vydal knihu Na Hradě a podhradí, která prostřednictvím rozhovorů i pohledem do novinářského zákulisí mapovala období od odchodu Václava Havla z prezidentského úřadu po zvolení Miloše Zemana.

## Ocenění
Je držitelem ceny Novinářská křepelka za rok 1998 a laureátem Ceny Ferdinanda Peroutky za rok 2000.